# Valerija Sorokina
Valerija Michajlovna Sorokina (in russo Валерия Михайловна Сорокина?; 29 marzo 1984) è un'ex giocatrice di badminton russa.

## Palmarès
Olimpiadi
- 1 medaglia:
  - 1 bronzo (Londra 2012 nel doppio)

Europei
- 3 medaglie:
  - 1 oro (Manchester 2010 nel doppio)
  - 2 bronzi (Herning 2008 nel doppio; Karlskrona 2012 nel doppio)

Europei a squadre
- 1 medaglia:
  - 1 argento (Varsavia 2010)